# Cimicomorpha
Infra-ordre
Les Cimicomorpha sont un infra-ordre d'insectes hémiptères du sous-ordre des hétéroptères (punaises). Ils sont principalement phytophages, mais certaines familles sont prédatrices (Anthocoridae, Nabidae, Reduviidae), ou hématophages (Cimicidae, certains Reduviidae). 

## Galerie

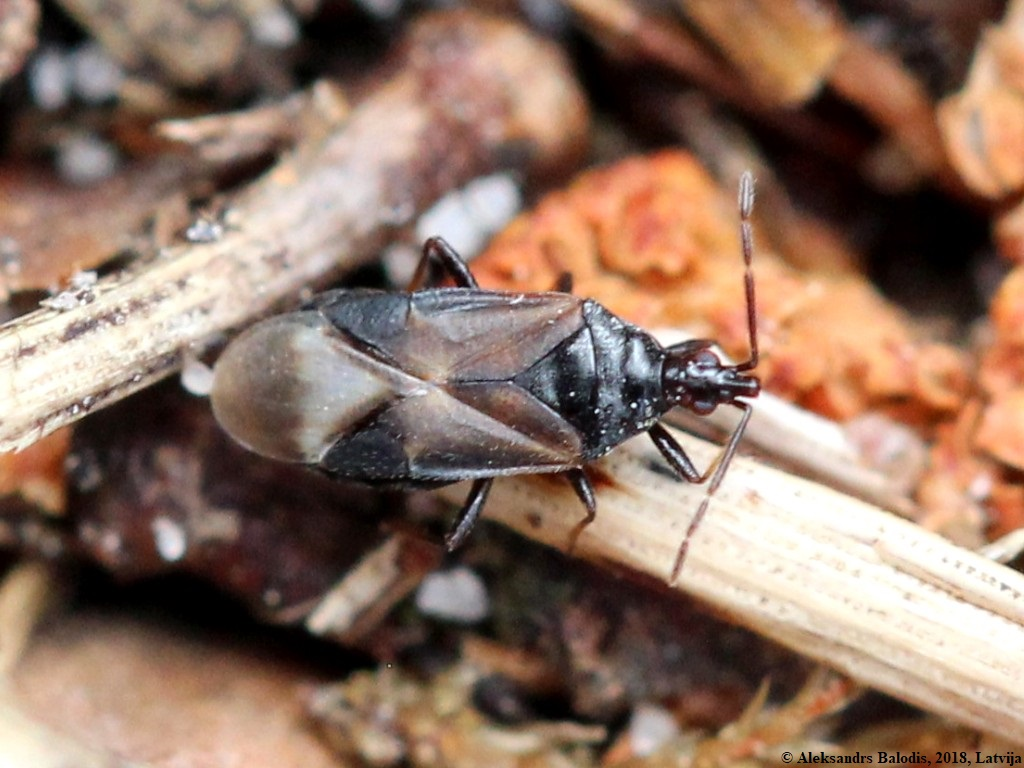
Anthocoridae: Anthocoris confusus, Lettonie
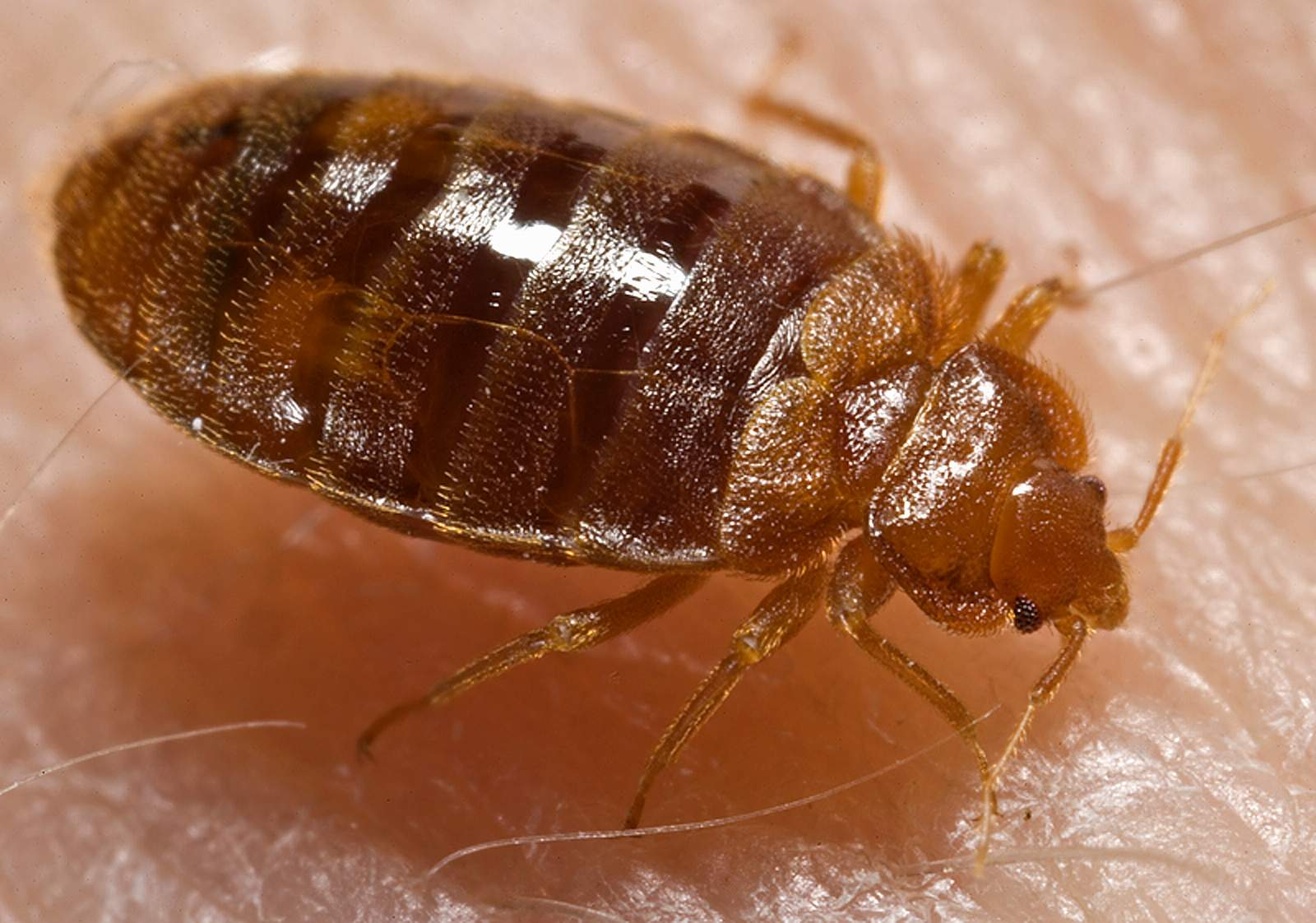
Cimicidae: Cimex lectularius, la punaise des lits
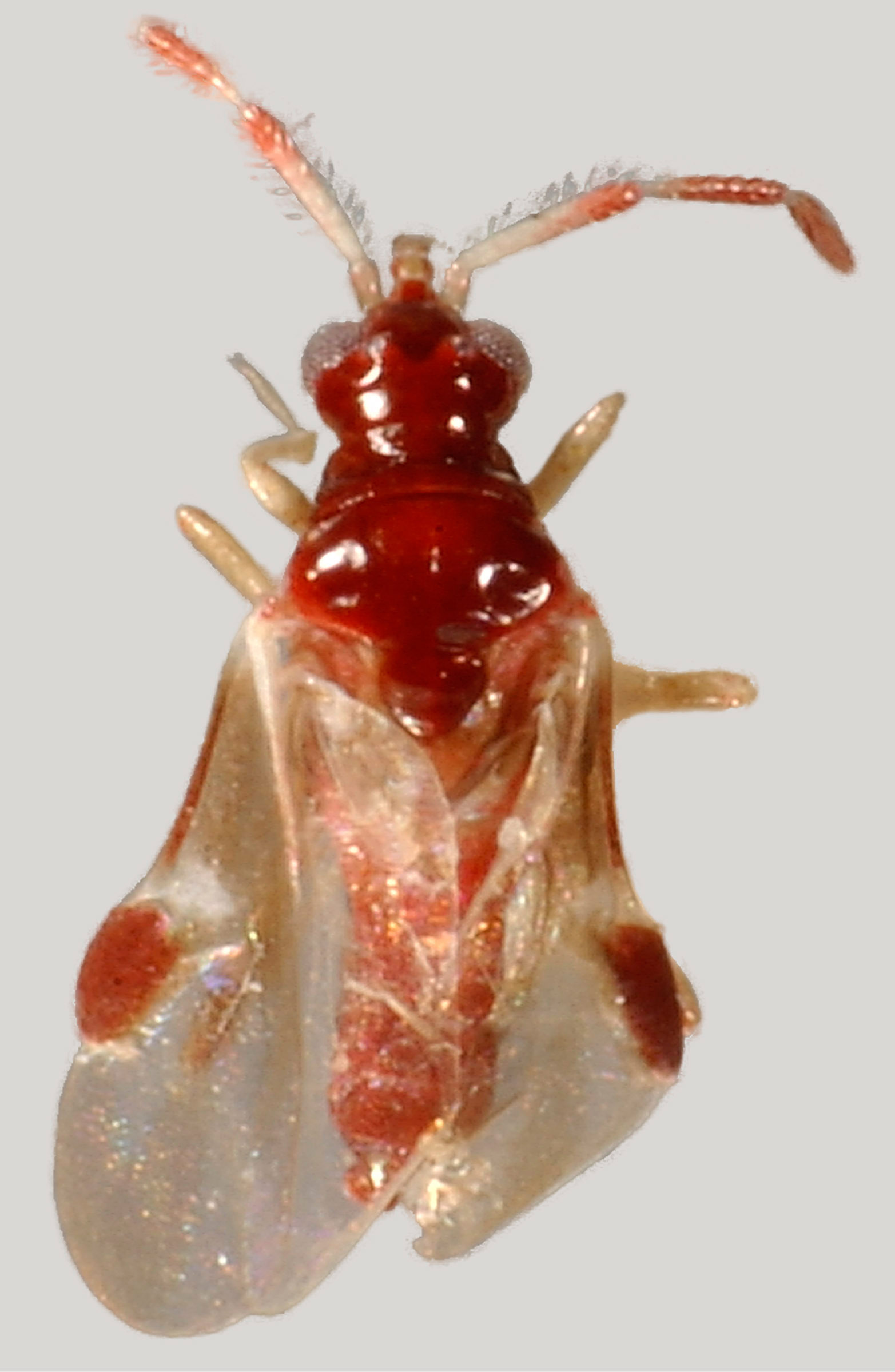
Curaliidae: Curalium cronini, S-E des États-Unis
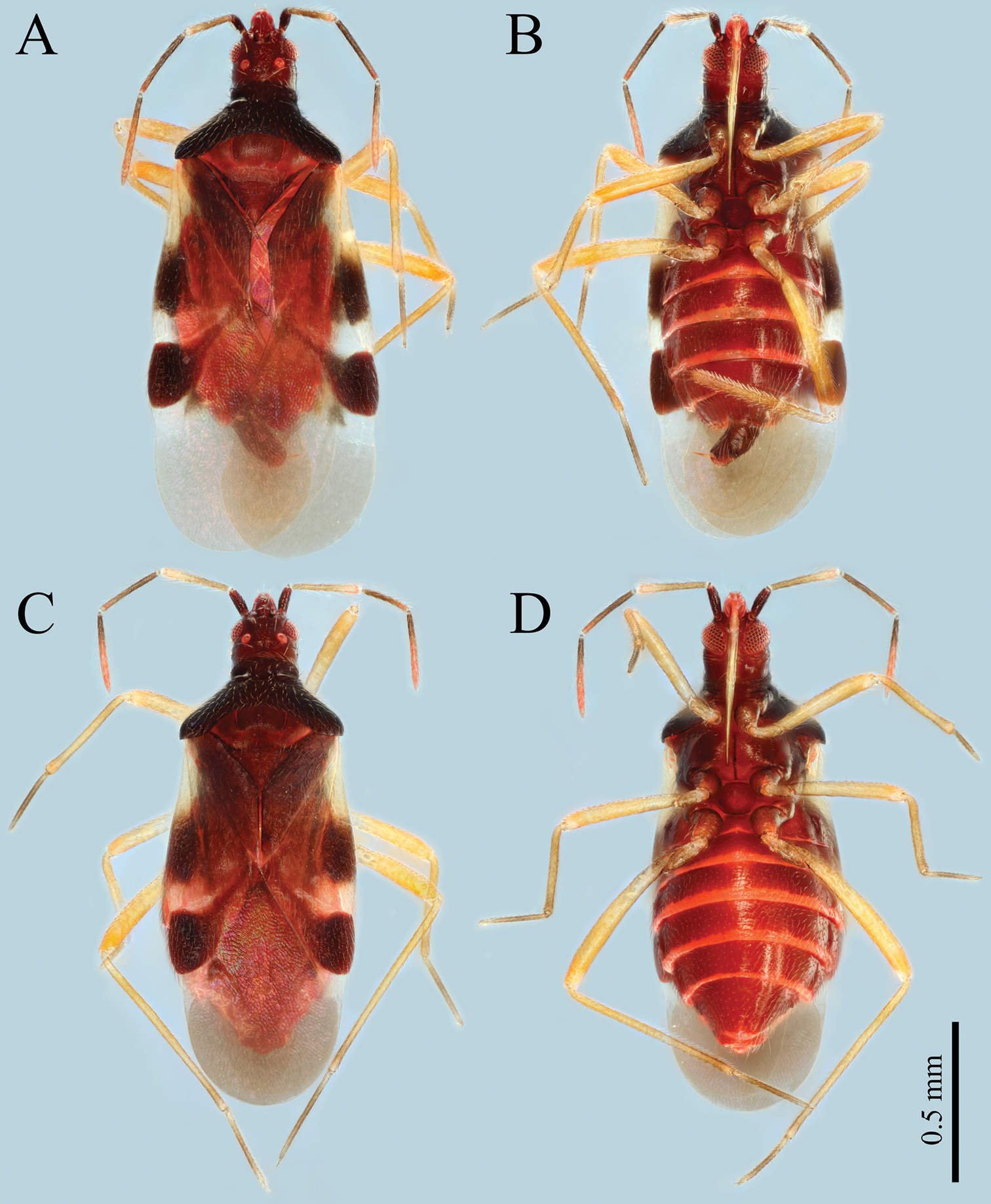
Plokiophilidae: Plokiophiloides bannaensis
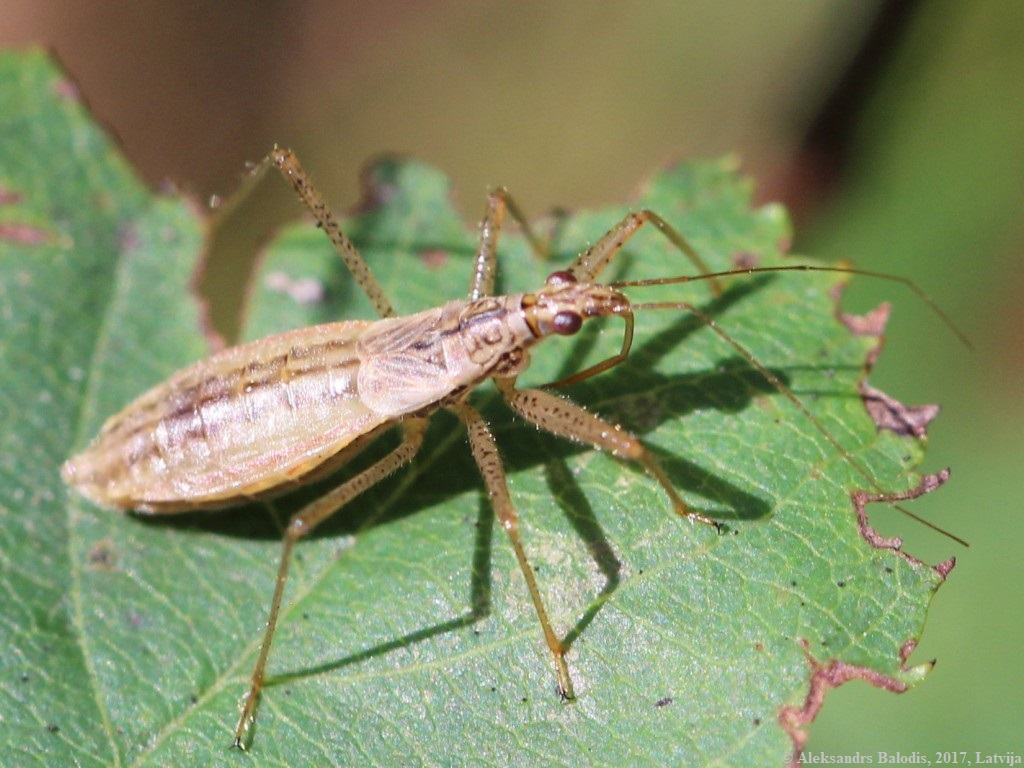
Nabidae: Nabis limbatus, Lettonie
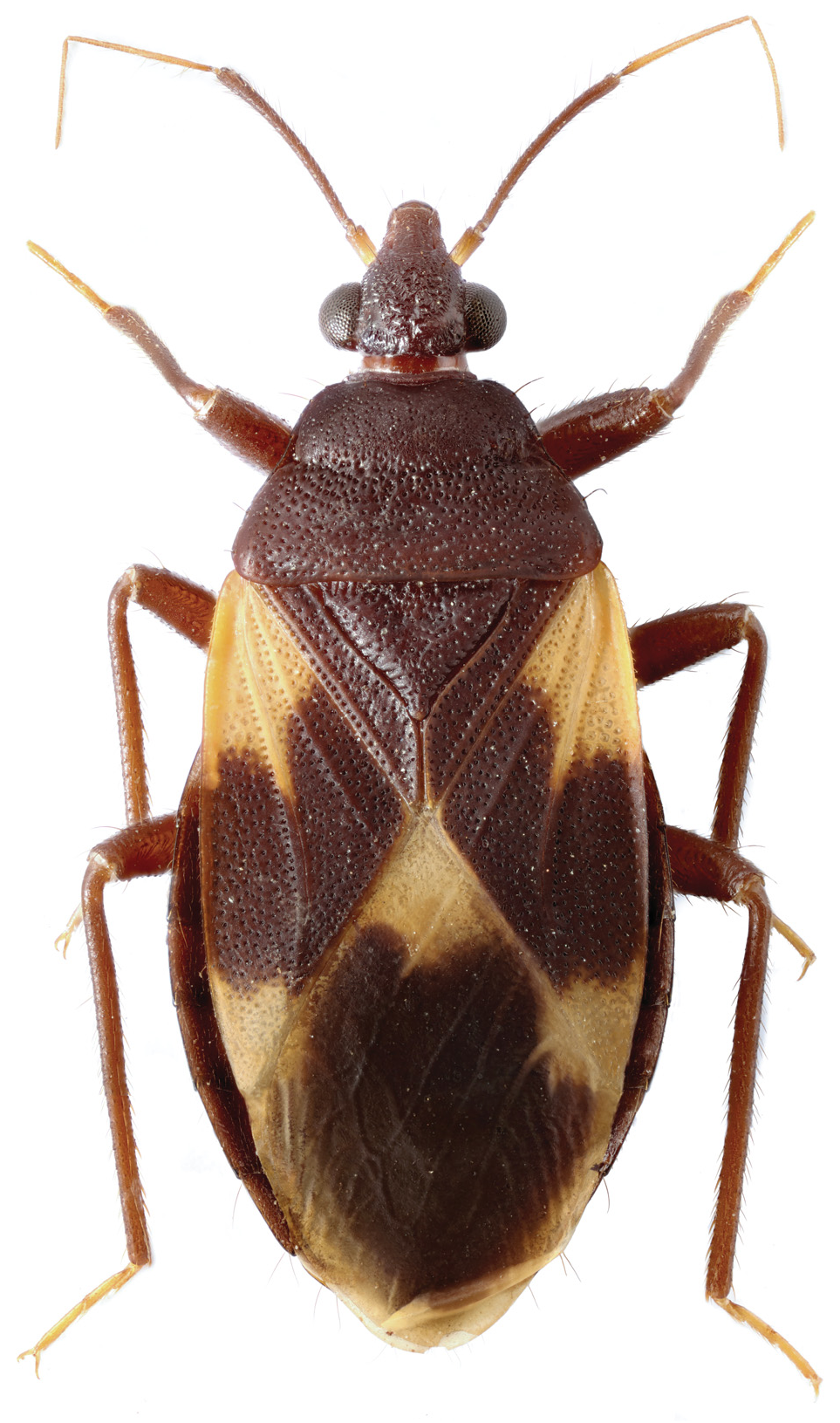
Medocostidae: Medocostes lestoni
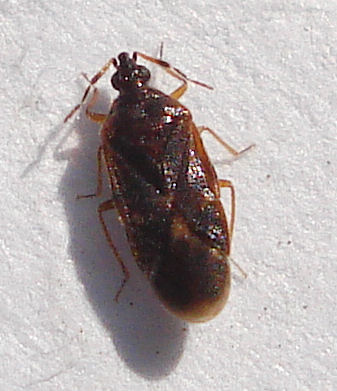
Microphysidae: Loricula pselaphiformis,
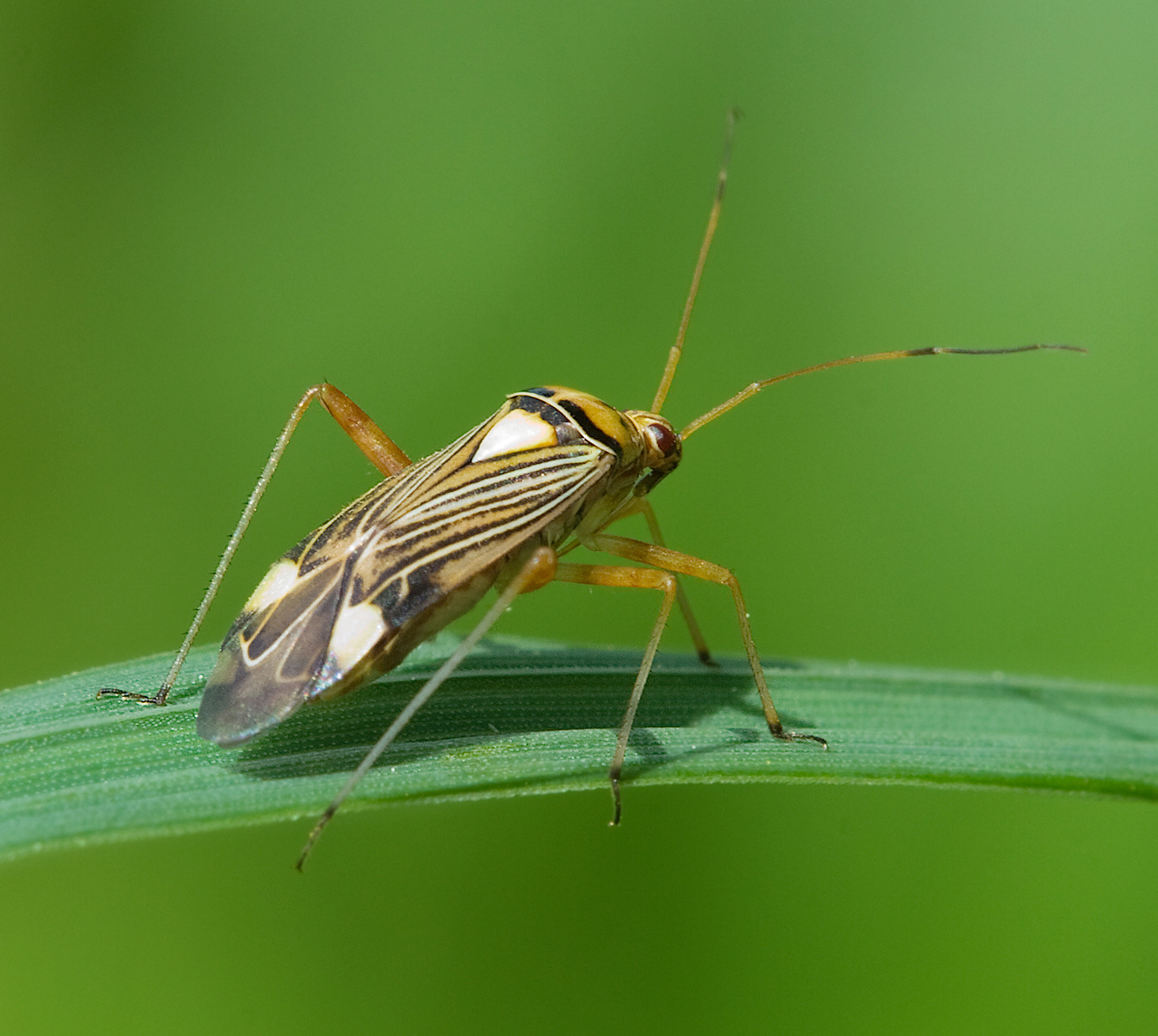
Miridae: Rhabdomiris striatellus, Allemagne
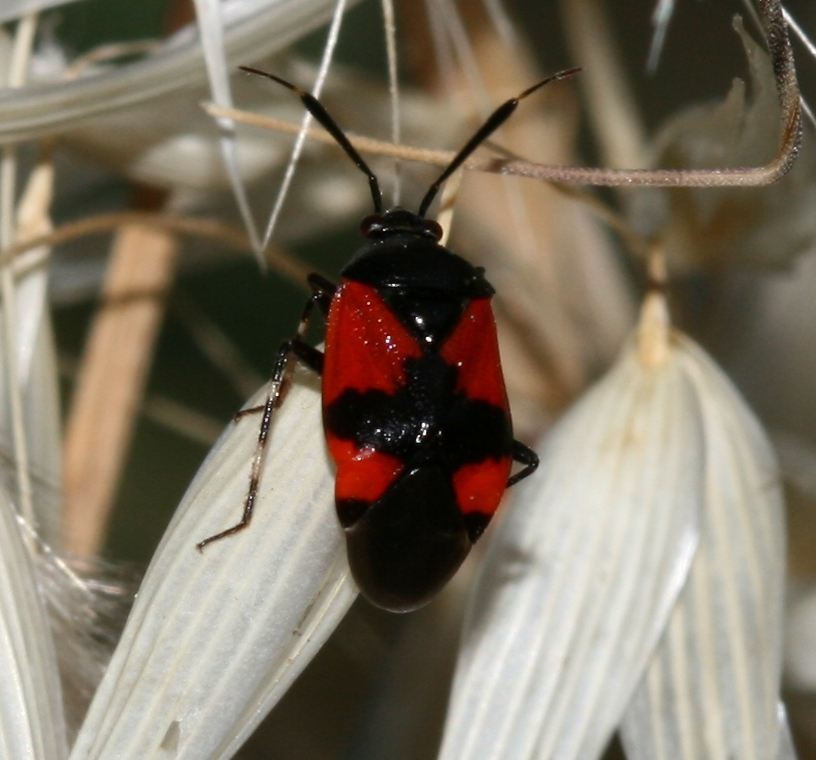
Miridae: Deraeocoris rutilus, Chypre
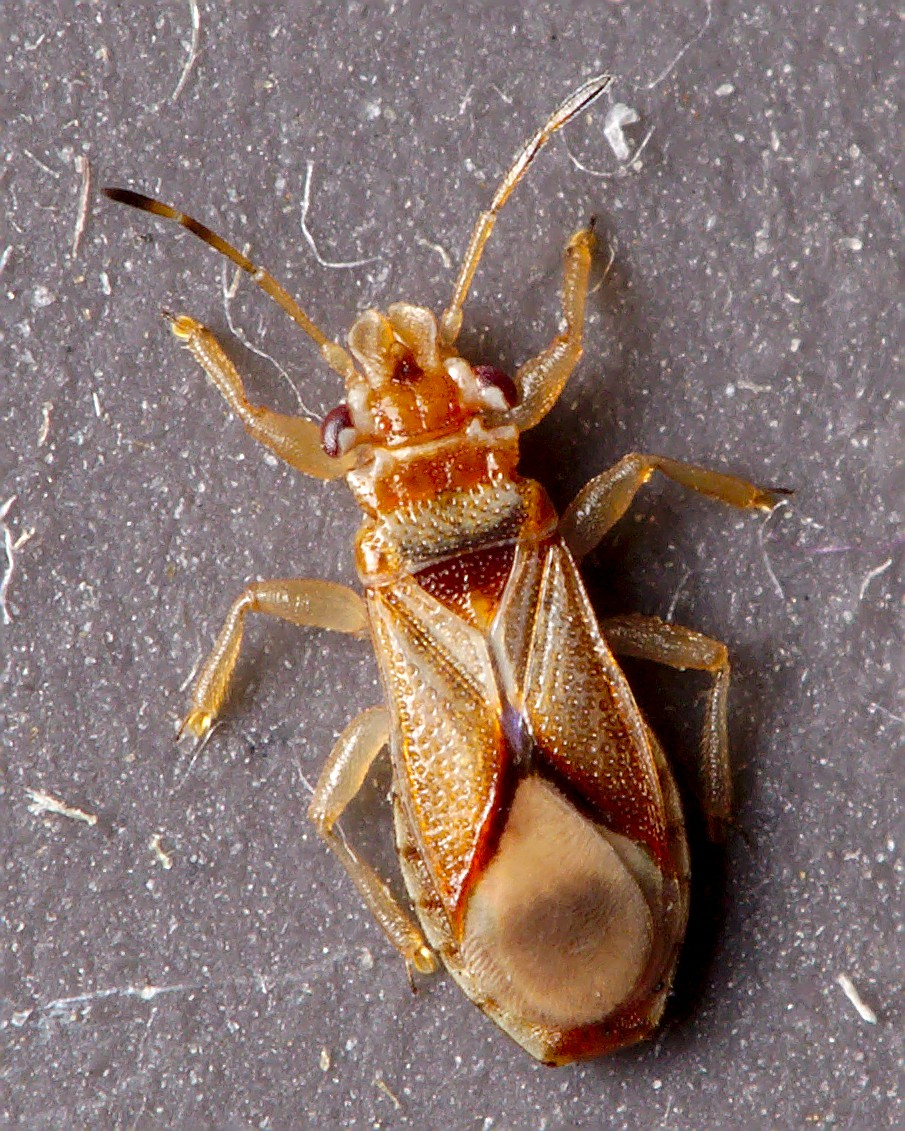
Thaumastocoridae: Thaumastocoris peregrinus, Californie
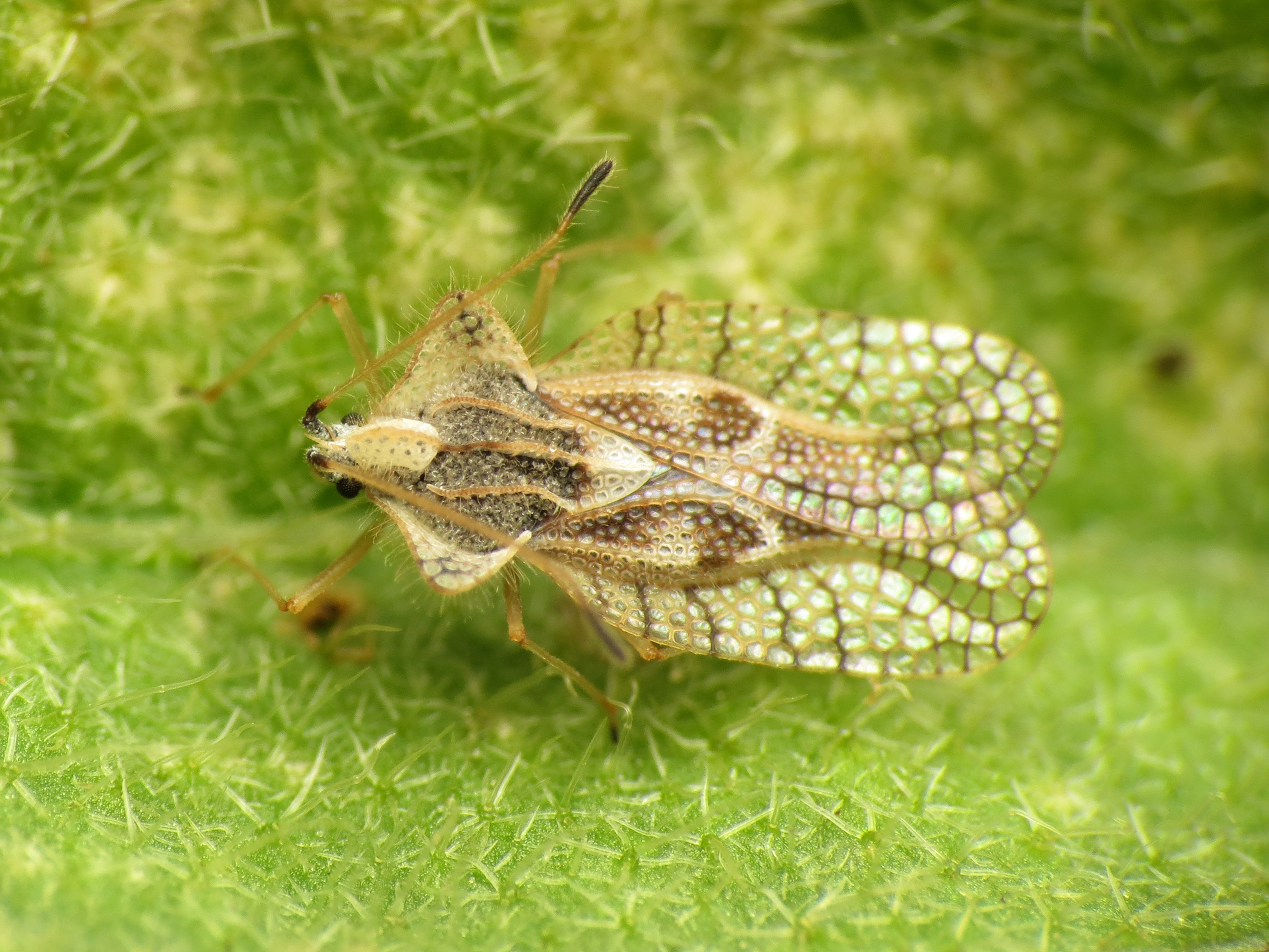
Tingidae: Gargaphia solani, Washington DC
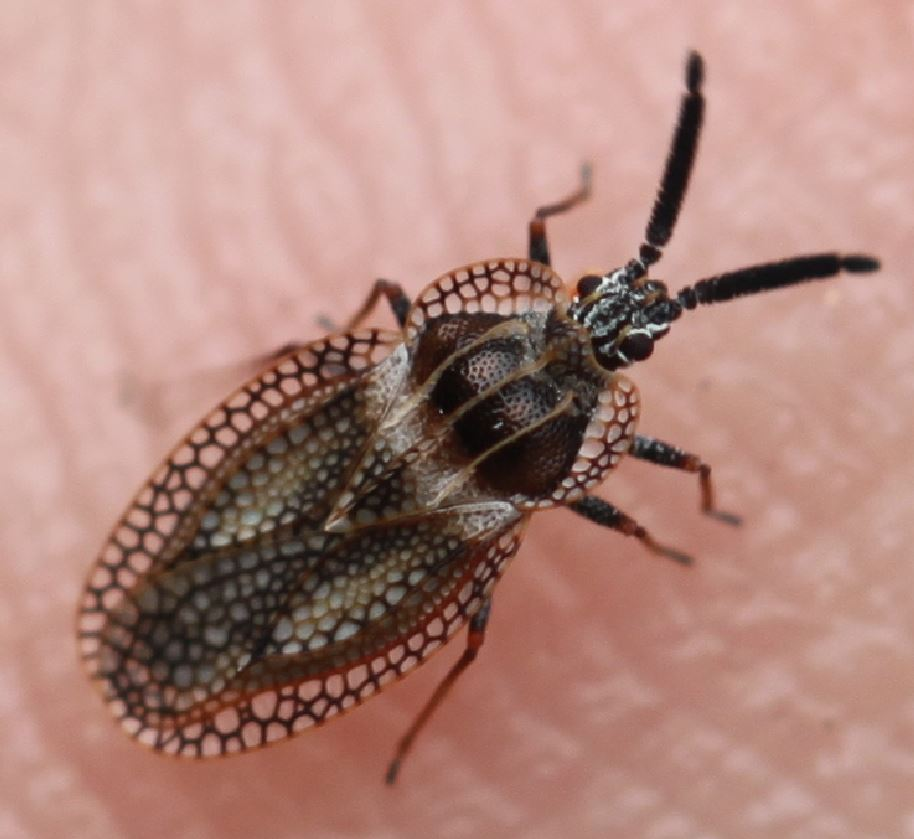
Tingidae: Dictyonota strichnocera
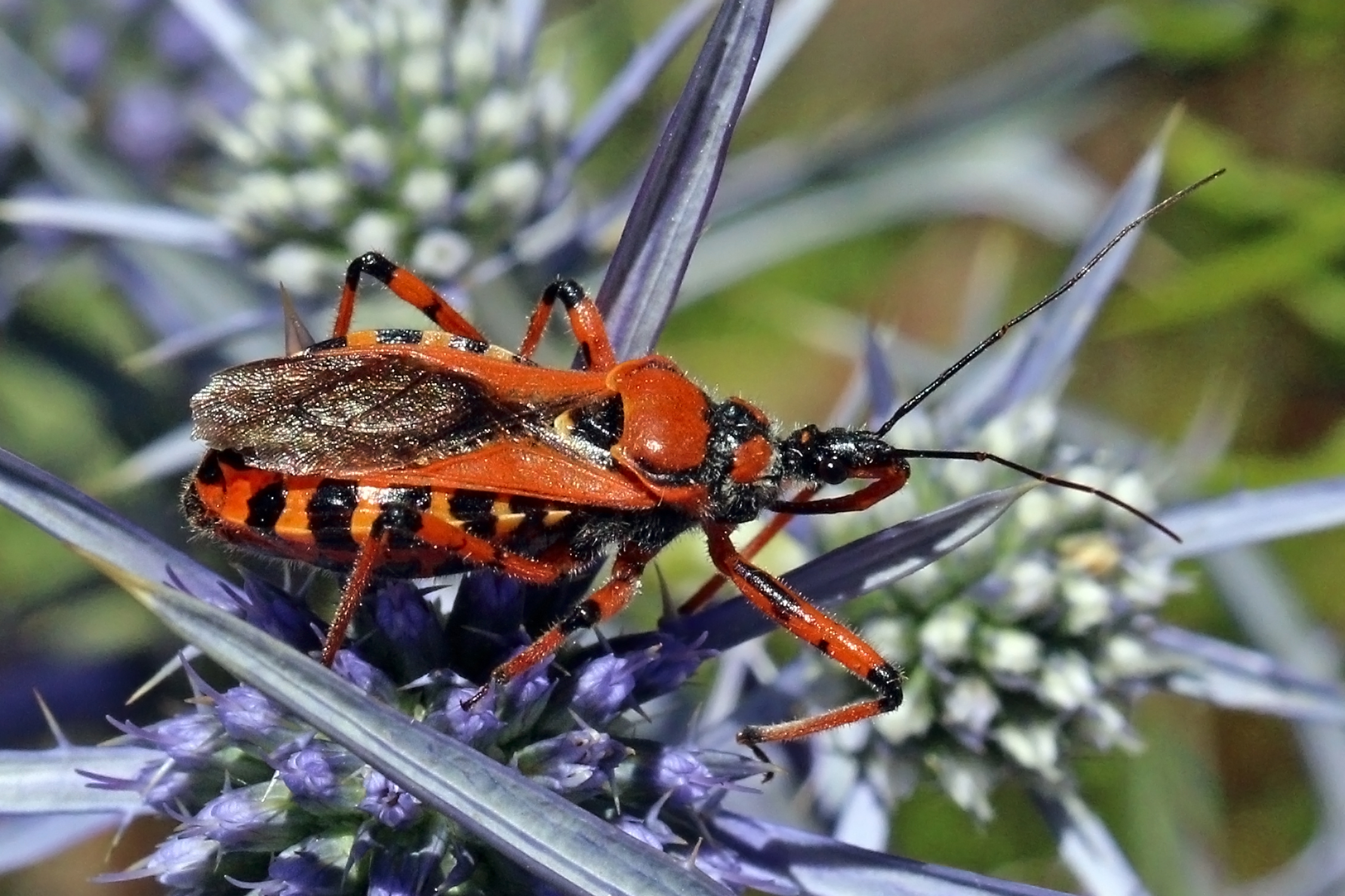
Reduviidae: Rhinocoris iracundus, Macédoine du Nord
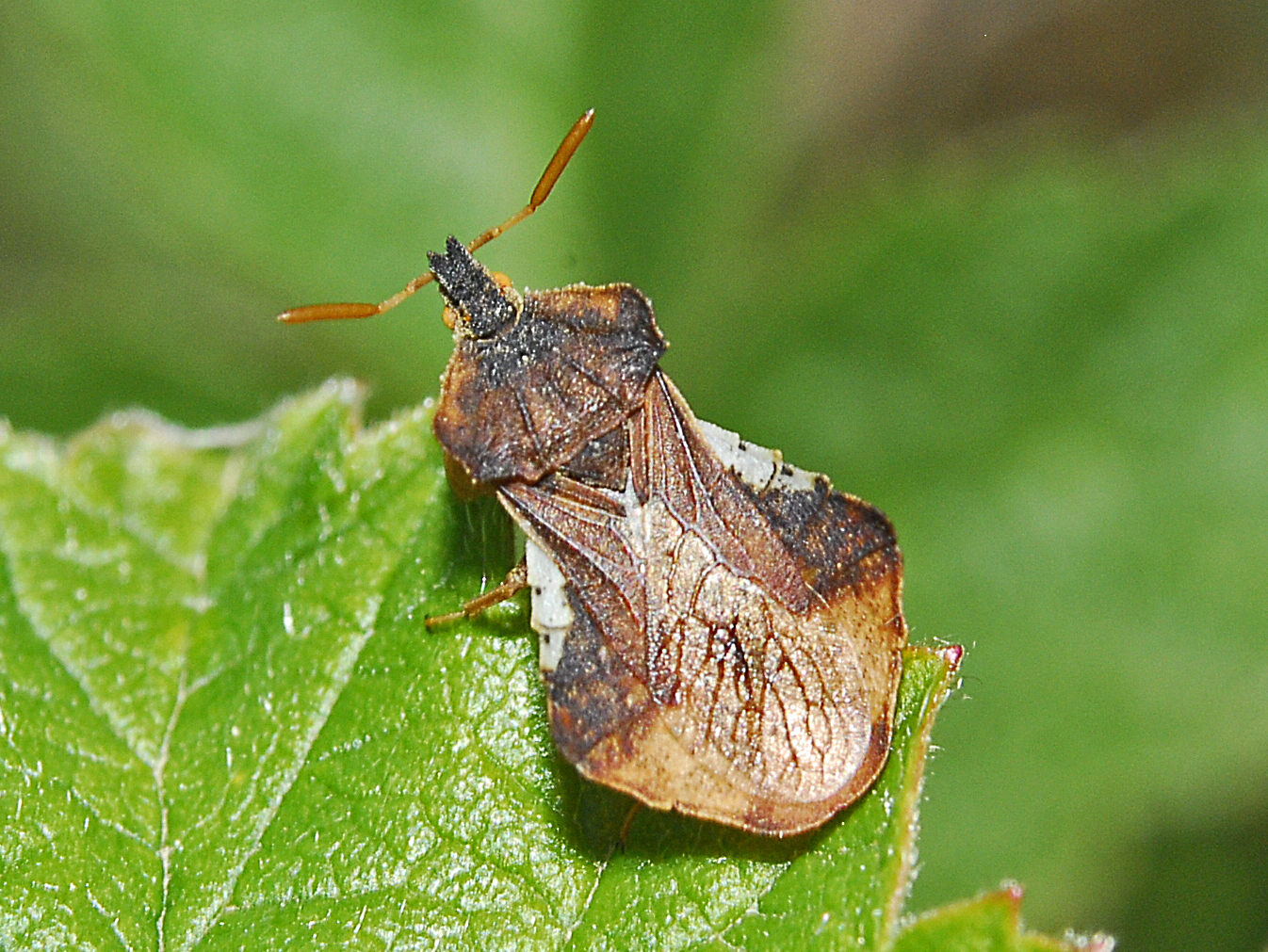
Reduviidae: Phymata crassipes, Italie

## Systématique
Les Cimicomorpha constituent l'un des sept infra-ordres bien établis des Hétéroptères. Il est le groupe-frère des Pentatomomorpha, apparu comme ces derniers à la fin du Trias, mais leur diversification dans les familles actuelles date principalement du Crétacé, en parallèle avec l'apparition et le développement des plantes à fleurs.  
Les Cimicomorpha comprennent plus de 21'000 espèces, ce qui en fait l'infra-ordre le plus diversifié des Hétéroptères. Le nombre de familles varie de 16 à 19 selon les auteurs, et plusieurs aspects de la classification des familles en super-familles ou à l'extérieur de l'infra-ordre restent en discussion:  
- Plusieurs familles ne sont pas encore mentionnées par toutes les classifications: celle des Curaliidae (Cimicoidea) créée en 2008 pour le genre Curalium (une espèce)[4], celle des Lyctocoridae, qui reste parfois considérée comme sous-famille des Anthocoridae, celle des Medocostidae (Naboidea), monotypique pour Medocostes lestoni,
- Les Lasiochilinae, une sous-famille des Anthocoridae, sont considérés par certains auteurs comme une famille à part entière[3].
- Les Joppeicidae (famille monotypique pour Joppeicus paradoxus), après avoir été placés dans une super-famille distincte, les Joppeicoidea[3], ont été joints aux Microphysidae dans les Microphysoidea.
- Les Velocipedidae sont parfois sans super-famille attribuée, parfois dans une super-famille propre, les Velocipedoidea, et maintenant plus placée dans les Naboidea.
- la super-famille des Tingoidea est synonymisée avec les Miroidea pour une question de règles de nomenclature (mais les dates de publications restent discutées)[5].
- Des clades intermédiaires ont été proposés: les Miriformes (Miroidea, avec ou sans Microphysoidea) et les Cimiciformes (Naboidea+Cimicoidea, sans ou avec Microphysoidea), la position des Microphysoidea (y compris Joppeicidae) ayant été alternativement attribuée aux premiers[3] puis aux seconds[6].

### Liste des super-familles, familles et genres
Selon Aberlenc et al. (2020) et Schuh et Weirauch (2020)
- super-famille Reduvioidea Latreille, 1807
  - famille Reduviidae Latreille, 1807
  - famille Pachynomidae Stål, 1873
- super-famille Microphysoidea Dohrn, 1859
  - famille Joppeicidae Reuter, 1910
  - famille Microphysidae Dohrn, 1859
- super-famille Naboidea A. Costa, 1853
  - famille Medocostidae Štys, 1967
  - famille Nabidae A. Costa, 1853
  - famille Velocipedidae Bergroth, 1891
- super-famille Cimicoidea Latreille, 1802
  - famille Anthocoridae Fieber, 1837 (y compris Lasiochilinae, considérés par certains comme une famille à part entière).
  - famille Cimicidae Latreille, 1802
  - famille Curaliidae Schuh, Weirauch & Henry, 2008
  - famille Lyctocoridae Reuter, 1884
  - famille Plokiophilidae China, 1953
  - famille Polyctenidae Westwood, 1874
- super-famille Miroidea Hahn, 1833
  - famille Miridae Hahn, 1833
  - famille Thaumastocoridae Kirkaldy, 1908
  - famille Tingidae Laporte, 1832

Classifications alternatives rencontrées :
- Selon BioLib (27 mai 2022)[9] :
  - Les Joppeicidae sont dans les Joppeicoidea;
  - Les Microphysidae sont dans les Miroidea
  - Les Nabidae sont dans les Cimicoidea
  - Les Thaumastocoridae sont dans les Thaumastocoroidea
  - Les Tingidae sont dans les Tingoidea
  - Les Velocipedidae sont placés sans super-famille associée
  - Les Medocostidae ne sont pas mentionnés.

- Selon ITIS (27 mai 2022)[10] :
  - Les Lyctocoridae, les Plokiophilidae, les Pachynomidae, les Medocostidae ne sont pas mentionnés.
  - Les Joppeicidae sont dans les Joppeicoidea;
  - Les Nabidae sont dans les Cimicoidea
  - Les Velocipedidae sont placés dans les Velocipedoidea

- Selon  Species File (27 mai 2022)[11] :
  - Les Lasiochilidae sont traités comme une famille dans les Cimicoidea;
  - les Joppeicidae sont dans les Joppeicoidea
  - Les Velocipedidae sont dans les Velocipedoidea
  - Les Curaliidae ne sont pas mentionnés.

### Liste des familles et genres fossiles
Selon BioLib (27 mai 2022)et Paleobiology Database (sans les genres et espèces fossiles faisant partie des familles existantes):
- famille †Berstidae Tihelka et al. 2020
- super-famille Cimicoidea Latreille, 1802
  - famille †Taimyrocoridae Popov, 2016
  - famille †Torrirostratidae Yao & al., 2014
  - famille †Vetanthocoridae Yao & al., 2006[13]
  - genre †Electrocoris Usinger, 1942
- super-famille Miroidea Laporte, 1832
  - famille †Ebboidae Perrichot & al., 2006
  - famille †Hispanocaderidae Golub & Popov, 2012
  - famille †Ignotingidae Zhang, Golub, Popov & Shcherbakov, 2005
- super-famille Reduvioidea Latreille 1807
  - famille †Ceresopseidae Becker-Migdisova 1958  (anciennement considérée comme sous-famille des Membracidae
- genre †Sternocoris Popov, 1986

### Familles rencontrées en Europe
Selon Fauna Europaea (27 mai 2022) :
- Anthocoridae
- Cimicidae
- Nabidae
- Microphysidae
- Miridae
- Reduviidae
- Tingidae (y compris Cantacaderidae, considérée ailleurs comme une sous-famille, et Catacanderidae, erreur de graphie pour les mêmes).